# Charlie Christensen
Pour les articles homonymes, voir Christensen.
Charlie Christensen (né le 11 mai 1958 à Stockholm) est un auteur de bande dessinée suédois. Il est surtout connu pour avoir créé en 1983 l'anti-héros Arne Anka (en), parodie de Donald Duck qui lui a valu des problèmes avec The Walt Disney Company ainsi que trois prix Urhunden du meilleur album (record partagé avec Anneli Furmark) et le prix Adamson du meilleur auteur suédois.

## Distinctions
- 1990 : Prix Urhunden du meilleur album suédois pour Arne Anka
- 1991 : Diplôme Adamson pour sa contribution à la bande dessinée suédoise
- 1992 : Prix Urhunden du meilleur album suédois pour Arne Anka t. 2
- 1993 : 
  - Prix Adamson du meilleur auteur suédois pour l'ensemble de son œuvre
  - Bourse 91:an
- 1994 : Prix Urhunden du meilleur album suédois pour Arne Anka t. 3